# A Portrait of Giselle
A Portrait of Giselle ist ein US-amerikanischer/kanadischer Dokumentarfilm von Regisseurin Muriel Balash aus dem Jahr 1982.

## Handlung
Durch den Dokumentarfilm führt Anton Dolin, Großbritanniens erster premier danseur. Er bereitet als Lehrer Patricia McBride auf ihre Rolle als Giselle im gleichnamigen Ballett vor. Um die Bedeutung des Ballets zu erklären, taucht der Film tief in die Filmgeschichte und Aufführungen von Giselle ein. Er geht insbesondere auf die Art ein, wie die Hauptfigur von unterschiedlichen Ballerinas im Laufe der Zeit interpretiert wurde. Anhand historischer Filmaufnahmen und Filmausschnitten werden so unter anderem die Ballerinas Olga Alexandrowna Spessiwzewa, Alicia Markova, Alicia Alonso, Galina Sergejewna Ulanowa, Yvette Chauviré, Tamara Platonowna Karsawina und Natalja Romanowna Makarowa in der jeweiligen Rolle gezeigt und analysiert. Der Film geht chronologisch von Akt 1 zu Akt 2. Es finden sich auch Interviews mit einigen der beteiligten, darunter zwei längere mit Olga Alexandrowna Spessiwzewa und Tamara Platonowna Karsawina.

## Hintergrund
Moderator Anton Dolin verstarb ein Jahr nach Veröffentlichung des Films. Karswina war zum Zeitpunkt des Films bereits verstorben. Das Interview stammt aus den 1970ern.

## Rezeption

### Kritiken
In The New York Times schrieb Anna Kisselgoff, der Film würde sich schwer tun, ob er ein normales oder ein Spezialpunblikum ansprechen wolle. Der Film  schwanke „ständig zwischen einer grundlegenden Zusammenfassung von Giselle und Analysen von Interpretationspunkten, die nur diejenigen, die Giselle kennen und gesehen haben, wirklich interessieren können. Der Wert des Films liegt in seiner sehr speziellen Seite. Es ist faszinierend, acht Ballerinen über dieselbe Rolle sprechen zu lassen und die Unterschiede oder Gemeinsamkeiten zwischen ihnen in den Aufzeichnungen zu sehen.“

### Auszeichnungen
Der Film wurde bei der Oscarverleihung 1983 für einen Oscar in der Kategorie Bester Dokumentarfilm nominiert.